# Timoleon

DélitáliaTimoleon korában

Timoleon (Korinthosz, i. e. 411 – Siracusa, i. e. 337 körül) az ókorban élő görög politikus és hadvezér volt. Karthágó hadserege feletti győztesként fontos szereplője volt Szicília, de különösen Siracusa történelmének.

## Élete
A szicíliai régió terméketlen csatározásoktól szenvedett akkoriban, amelyekbe Karthágó minduntalan beavatkozott. Siracusa követeket küldött i. e. 345 vagy 344-ben Korinthoszba. Korinthosz nem akarta a támogatást megtagadni Siracusától, bár a város vezetői ezt elutasították, így vállalta annak felelősségét, hogy Siracusában – a pártharcoktól megosztott városban – megkísérelje stabil kormányzás elérését.
Timoleont Aisymnetes-nek (közvetítőnek) javasolták, amit a népgyűlés egyhangúlag elfogadott, így a missziót ő vezette. Néhány korinthoszi vezetővel és mintegy 700 fős görög zsoldosokból álló hadsereggel 10 hajóval indult Szicília felé. Kartágói flotilla próbálta útját állni, de kitért előlük, majd Tauromenion (Taormina) mellett kötött ki, ahol örömmel fogadták. Siracusa uralkodója ekkor Hiketász volt , Leontinoi türannisza, de uralma nem terjedt ki az Ortügia szigetre, amit II. Dionüsziosz, a névleges türannisz tartott megszállás alatt.

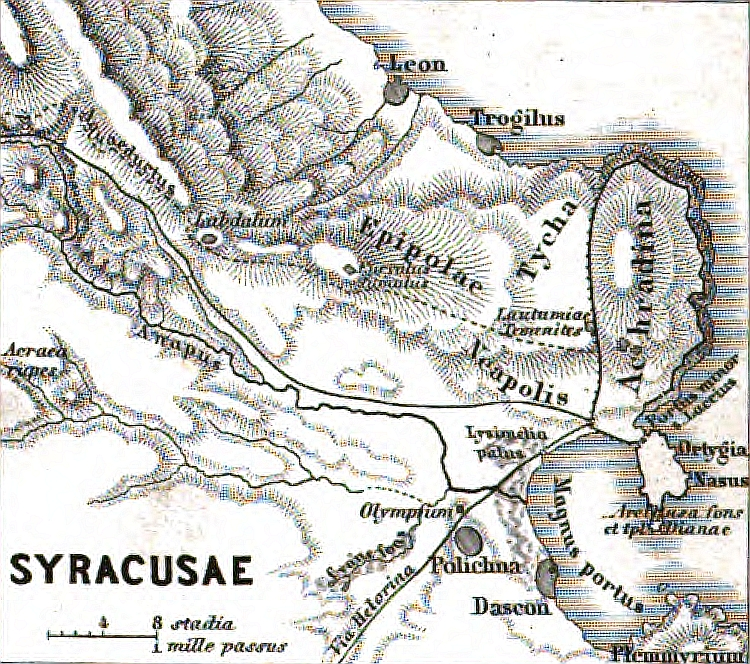
Az antik Siracusa, előtte Ortügia szigete

Adranonnál, a sziget belsejében lévő városnál Hiketász vereséget szenvedett, Siracusába szorították vissza. Dionüsziosz  i. e. 343 -ban Ortügiát feladta azzal a feltétellel, hogy szabadon elvonulhat Korihoszba. Hiketászt Karthágó támogatta (a források szerint 60 000 harcossal), de az elmaradó sikerek nyomán súrlódások támadtak, ami miatt a karthágóiak ejtették Hiketászt, akit Leontinoiban ostromzár alá vettek és emiatt kénytelen volt a harcot feladni. Timoleon ekkor lett Siracusa ura.
A várost újjá kellett építeni, a munkához Timoleon hozzálátott, új telepeseket hívott Korinthoszból és Görögország más részeiből, Dioklész demokratikus törvényei bázisán kiépítette a nép uralmát. Nem kívánt a nép előtt türanniszként hatni és ezért a várost uraló erődítményt földig rombolta, a helyén pedig bírósági épületet emelt. Az amphi-polos vagy másként az Olümpiai Zeusz papja, akit évente három családból választottak meg, a városi közigazgatás feje lett. Timoleon reformjai olyan tartósakká váltak, hogy egészen Augustus uralkodásáig érvényben maradtak.
Hiketász ismét kapott Karthágótól (i. e. 340-339-ben ) ezúttal egy 70 000 fős hadsereget, amely Lilybaionban (Marsala) lépett partra. Timoleon gyorsan összegyűjtött egy 12.000 fős hadsereget, többnyire zsoldost és átvonult nyugat felé a szigeten, egészen Selinus közelébe és a Krimiszoszi csatában döntő győzelmet vívott ki, miközben ő maga vezette a gyalogságot. Az ellenség vereségét egy hirtelen jött vihar tette teljessé. A győzelem több évig tartó békét és biztonságot hozott a szicíliai görögségnek.
Karthágo újabb kísérletként zsoldosokat küldött azért, hogy legalább meghosszabbítsa a konfliktus időszakát Timoleon és a türannisz közt. Ez a próbálkozás i. e. 338-ban Hiketász vereségével végződött, akit elfogtak és megöltek. Karthágó felségterületét Szicília Halükos (Platani) folyó partjától nyugatra fekvő  területére szűkítette az újonnan megkötött szerződés.
Timoleon ezután visszavonult, semmiféle címet és hivatalt nem viselt többé, azonban gyakorlatilag őrá maradtak legmagasabb döntések és nem pusztán Siracusában, hanem a sziget egészén. Az ellentétek ellenére Szicília a nyugalom és béke szigetévé vált. Timoleon néhány évvel megvakult, ennek ellenére ragaszkodott ahhoz, hogy részt vegyen a gyűléseken és ott véleményét kinyilvánítsa, amit szokásosan egyhangúlag elfogadtak. Siracusa polgárainak költségére temették el és a főtéren tiszteletére szobrot emeltek, amit később oszlopsorokkal vettek körül. Létrehoztak egy gümnaszeiont és Timoleonról nevezték el.

## Fordítás
- Ez a szócikk részben vagy egészben  a   Timoleon című német Wikipédia-szócikk ezen változatának fordításán alapul.  Az eredeti cikk szerkesztőit annak laptörténete sorolja fel. Ez a jelzés csupán a megfogalmazás eredetét és a szerzői jogokat jelzi, nem szolgál a cikkben szereplő információk forrásmegjelöléseként.